# Veronicastrum
Veronicastrum es un género con siete especies de plantas de flores de la familia Plantaginaceae. 

## Especies seleccionadas
- Veronicastrum axillare (Siebold & Zucc.)  (= Botryopleuron axillare (Siebold & Zucc.) Hemsl.) (= Paederota axillaris Siebold & Zucc.)
- Veronicastrum caulopterum (Hance) T. Yamaz. (= Calorhabdos cauloptera Hance) (= Veronica martini H. Lev.)
- Veronicastrum cerasifolium (Monjuschko) T. Yamaz. (= Veronica cerasifolia Monjuschko)
- Veronicastrum sibiricum (L.) Pennell (= Veronica sibirica L.)
- Veronicastrum tubiflora
- Veronicastrum tubiflorum (Turcz. ex Fisch. & C. A. Mey.) H. Hara (= Veronica tubiflora Turcz. ex Fisch. & C. A. Mey.)
- Veronicastrum virginicum (L.) Farw.

## Sinónimos
- Botryopleuron, Calorhabdos, Leptandra

- Datos: Q2658395
- Multimedia: Veronicastrum / Q2658395
- Especies: Veronicastrum